# Peter Westbury
Peter Westbury, né le 26 mai 1938 à Londres et décédé le 7 décembre 2015 Scarborough (Trinité-et-Tobago), est un pilote automobile britannique.

## Carrière
Peter commence sa carrière en 1962 au Royaume-Uni en participant à des courses de côte et remporte de nombreuses victoires au cours des années 1960.
En 1967, il participe au Championnat d'Europe de Formule 3, remportant 3 courses sur une Brabham.
En 1969, il passe à la Formule 2 avec quelques podiums à la clé.
En 1970, il s'engage au Grand Prix des États-Unis pour le compte du Yardley Team BRM sur une BRM P153 mais son moteur casse lors des essais, l'empêchant de prendre part à la course. Il retourne donc en Formule 2 jusqu'à la fin de sa carrière, en 1973, après avoir participé entre-temps aux 24 Heures du Mans 1972.

## Résultats aux 24 Heures du Mans
| Année | Équipe                     | Voiture           | Équipiers | Résultat |
| ----- | -------------------------- | ----------------- | --------- | -------- |
| 1972  | Maranello Concessionnaires | Ferrari 365 GTB/4 | John Hine | Abandon  |